# Gerhard Eberstadt
Gerhard Eberstadt (* 17. Juni 1934 in Hof) ist ein deutscher Manager, der von 1988 bis 1999 Mitglied des Vorstandes der Dresdner Bank war.

## Leben
Eberstadt wuchs in Hof auf und machte sein Abitur. Seine berufliche Laufbahn begann als Banklehrling bei der Rhein-Main Bank AG in Frankfurt am Main (nach Fusion mit der Hamburger Kreditbank AG in Hamburg und der Rhein-Ruhr Bank AG in Düsseldorf ab 1. Januar 1957 Dresdner Bank AG). Er absolvierte das Studium der Volkswirtschaftslehre an der Ludwig-Maximilians-Universität München und schloss mit Diplom ab, bevor er zur Berliner Handelsgesellschaft und dann zum Bankhaus Merck Finck & Co ging.
Eberstadt trat 1970 als Geschäftsführer der Dresdner Bank Investment Management Kapitalanlagegesellschaft (dbi) in den Dresdner-Bank-Konzern ein. Von 1980 bis 1988 war er deren Sprecher, von 1985 bis 1988 zudem Sprecher der Geschäftsleitung der Deutschen Investment Trust Gesellschaft (dit). Nach seinem Eintritt als stellvertretendes Vorstandsmitglied am 1. Mai 1988 war er ordentlicher Vorstand für das Investmentbanking- und Vermögensverwaltungsgeschäft der Dresdner Bank. 1999 schied er aus dem Vorstand aus und zog sich ins Privatleben zurück.

## Mandate
Über die Dresdner Bank hinaus diente er viele Jahre dem Finanzplatz als stellvertretender Aufsichtsratsvorsitzender der Deutschen Börse sowie Aufsichtsratsvorsitzender der Eurex. Weitere Mandate hatte Eberstadt unter anderem bei FAG Kugelfischer, MUNICH ERGO AssetManagement GmbH (MEAG), AMB Generali AG (Generali Deutschland), Ergo Lebensversicherung AG (damals Hamburg-Mannheimer Versicherungs-AG) und der DVAG.